# Parque nacional Lago Torrens
El Parque Nacional Lago Torrens es un parque nacional en Australia Meridional, ubicado a 431 km al norte de Adelaida. Lago Torrens es un lago salino endorreico. Forma parte de los valles de riscos que incluyen el Golfo Spencer al sur.